# Karl Weisenberger
Karl Weisenberger (* 29. September 1890 in Würzburg; † 28. März 1952 in Kempten (Allgäu)) war ein deutscher General der Infanterie im Zweiten Weltkrieg.

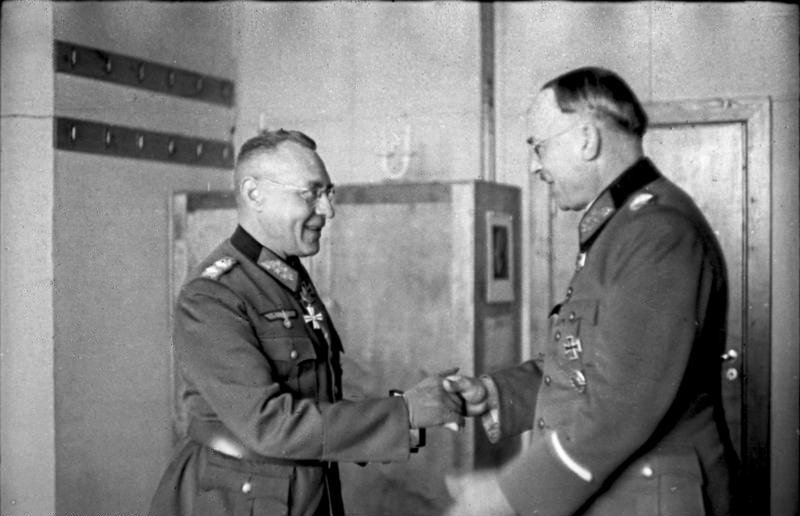
Karl Weisenberger (links im Bild) im Dezember 1944 mit Lothar Rendulic

## Leben
Weisenberger trat am 1. Oktober 1909 als Einjährig-Freiwilliger in das 9. Infanterie-Regiment „Wrede“ der Bayerischen Armee in Würzburg ein. Am 26. Oktober 1911 wurde er zum Leutnant im 20. Infanterie-Regiment „Prinz Franz“ befördert. Er nahm am Ersten Weltkrieg teil und wurde nach Kriegsende in die Reichswehr übernommen. Dort fand er mehrfach im Reichswehrministerium Verwendung und wurde am 1. Februar 1928 zum Major befördert. 1934 zum Kommandeur des 21. (Bayerisches) Infanterie-Regiments ernannt und zum Oberst befördert, wurde Weisenberger 1935 Chef des Generalstabes der Wehrmachtakademie.
Nach dem Beginn des Zweiten Weltkriegs wurde Weisenberger am 15. Oktober 1939 zum Kommandeur der 71. Infanterie-Division ernannt. Ab März 1941 war er Kommandierender General des LIII. Armeekorps. Im April desselben Jahres wurde er zum General der Infanterie befördert. Mit diesem marschierte er am 22. Juni 1941 in die Sowjetunion ein. Am 29. November 1941 gab Weisenberger das Kommando ab und übernahm anschließend das XXXVI. Gebirgs-Korps. Dieses Kommando führte er bis 10. August 1944. Kurzzeitig erfolgte seine Versetzung in die Führerreserve. Am 15. August 1944 ersetzte er Mauritz von Wiktorin als Befehlshaber des Wehrkreises XIII mit Sitz in Nürnberg.

## Auszeichnungen
- Eisernes Kreuz (1914) II. und I. Klasse[1]
- Verwundetenabzeichen (1918) in Silber[1]
- Bayerischer Militärverdienstorden IV. Klasse mit Schwertern und Krone[1]
- Spange zum Eisernen Kreuz II. und I. Klasse
- Ritterkreuz des Eisernen Kreuzes am 29. Juni 1940[2]
- Deutsches Kreuz in Gold am 13. August 1944[2]